# Chiesa anglicana cattolica del Canada
La Chiesa anglicana cattolica del Canada (Anglican Catholic Church of Canada o ACCC) è una chiesa anglicana fondata nel 1977 da anglicani conservatori insoddisfatti per le decisioni della Chiesa anglicana del Canada  di conferire l'ordine sacro alle donne e di intraprendere riforme liturgiche che sarebbero divenute il "Book of Alternative Services". La Chiesa anglicana cattolica del Canada continua a mantenere un clero interamente maschile, e di recente ha criticato la crescente accettazione dell'omosessualità in seno alla chiesa madre.
La Chiesa anglicana cattolica del Canada è la seconda maggiore chiesa anglicana del Canada. Come la Chiesa anglicana cattolica degli Stati Uniti, la Chiesa anglicana cattolica del Canada trova la sua origine nel congresso di St. Louis, che vide la nascita del Movimento anglicano di continuazione con la firma dell'affermazione di St. Louis, ma non ha relazioni di altro tipo con la chiesa statunitense. La Chiesa anglicana cattolica del Canada è membro della Comunione anglicana tradizionale,  rappresentata negli Stati Uniti dalla Chiesa anglicana in America.
La Chiesa anglicana cattolica del Canada ha 45 parrocchie e missioni in Canada, ed una parrocchia nello stato di Washington. Benché la maggior parte delle congregazioni della Chiesa anglicana cattolica del Canada siano relativamente piccole, la chiesa ha avuto un momento di costante crescita negli ultimi anni, specialmente nelle province dell'Alberta e della costa atlantica. Attualmente il vescovo della Chiesa anglicana cattolica del Canada è Peter Wilkinson di Victoria, (Columbia Britannica).
La Comunione anglicana tradizionale sta attualmente discutendo una forma di unione con la Chiesa cattolica e afferma che non ha differenze dottrinali con Roma sufficienti a compromettere il successo di questa proposta.
Il 27 gennaio, 2007 il primate della Comunione anglicana tradizionale, arcivescovo John Hepworth, assistito dall'ordinario diocesano e Metropolita, Peter Wilkinson e dal vescovo emerito Robert Mercer ha consacrato due vescovi ausiliari Craig Botterill e Carl Reid.
Il 14 marzo 2010 il collegio dei vescovi della Chiesa anglicana cattolica del Canada ha rilasciato una petizione al cardinal Levada chiedendo la creazione di un ordinariato personale per gli anglicani intenzionati ad entrare in piena comunione nella Chiesa cattolica, secondo quanto prescritto dalla Costituzione "Anglicanorum Coetibus".